# Janice deRosa
Janice deRosa (New York, 1955) is een Amerikaanse zangeres. Zij is in 1955 geboren in New York en opgegroeid in de wijk Harlem, maar woont sinds de jaren zeventig in Parijs. Toen ze zes was leerde ze piano spelen. In de jaren tachtig tourde ze in Europa als ondersteuningsact bij de Talking Heads en The B-52's. Tussen 1998 et 2002 speelde ze op diverse festivals met Cesária Évora, Dee Dee Bridgewater, Brian Eno en Suzanne Vega. Vanaf 2003 speelde ze met Djeli Moussa Condé, Manu Dibango en Alpha Blondy.
Haar muziekstijl is blues-rock en jazz.

## Discografie
- 2003 - Aduna
- 2007 - Derosa
- 2014 - La vie en DeRosa